# Ivan Hašek junior
Ivan Hašek (* 30. August 1987 in Prag) ist ein tschechischer Fußballspieler.

## Karriere
Ivan Hašek begann 1991 mit dem Fußballspielen im französischen Niederhausbergen unweit von Straßburg, sein Vater Ivan war von 1990 bis 1994 Profi bei Racing Straßburg. Von 1993 bis 1998 spielte Hašek junior für den kleineren Prager Verein Tempo, ehe er in die Jugend von Bohemians Prag wechselte.
Zu seinen ersten Einsätzen im Herrenbereich kam Hašek in der Saison 2005/06, die der Nachfolgerklub Bohemians 1905 Prag in der 3. Liga ČFL verbrachte. Im Juli 2006 nahm er mit der tschechischen U-19-Nationalmannschaft an der Europameisterschaft in Polen teil. Dabei gewann die tschechische Elf die Bronzemedaille.
In der Zweitligasaison 2006/07 gehörte er anfangs zur Stammformation, verletzte sich aber am zweiten Spieltag am Meniskus und fiel mehrere Monate aus. Erst Ende April 2007 konnte er wieder spielen, am 16. Juni 2007 schoss er beim 4:1 gegen Viktoria Žižkov sein erstes Tor im Profibereich. Am ersten Spieltag der Saison 2007/08 debütierte Hašek in der Gambrinus Liga, seine Mannschaft unterlag zuhause Baník Ostrava mit 0:2. In der Spielzeit 2007/08 kam er auf 18 Einsätze, am Saisonende stieg Bohemians 1905 in die 2. Liga ab. Im September 2008 zog sich der Mittelfeldspieler einen Beinbruch zu und musste mehrere Monate pausieren. Nach seiner Rückkehr sammelte er zunächst Spielpraxis in der B-Mannschaft und wurde langsam wieder an das Profiteam zurückgeführt. Anfang 2010 wurde Hašek an den Zweitligisten FC Zenit Čáslav ausgeliehen, im Juli 2010 wechselte der Mittelfeldspieler leihweise zu Sparta Prag B.

## Sonstiges
Ivan Hašeks Bruder Pavel Hašek ist ebenfalls Fußballprofi. Sein Vater Ivan, 55-maliger tschechoslowakischer Nationalspieler, ist Fußballtrainer. 